# Сахарин

Структурна формула натрієвої солі сахарину

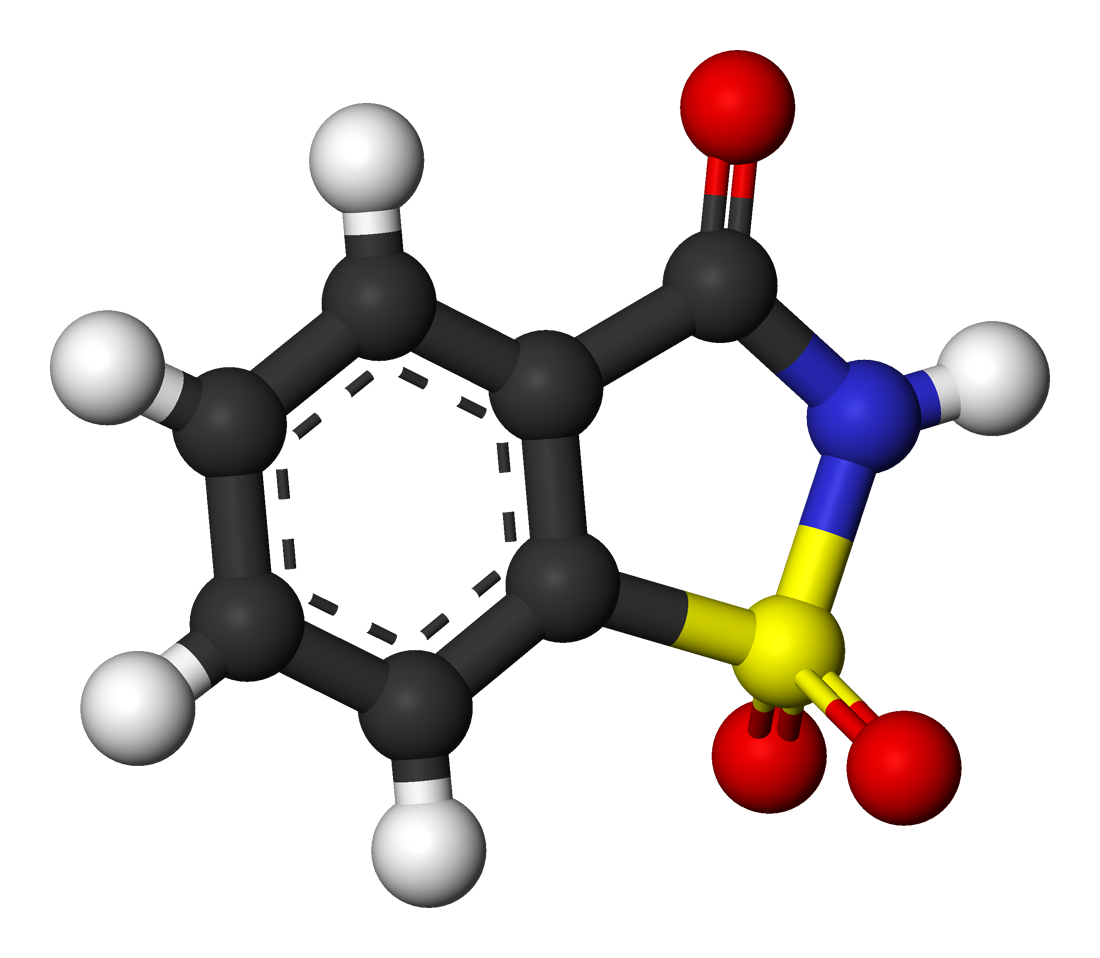
Тривимірна модель молекули сахарину

Сахари́н або цукрина (англ. saccharin від saccharine — «цукристий», «пресолодкий» від грец. σάκχαρ(ον) — «цукор»), також імід орто-сульфобензойної кислоти, імід 2-сульфобензойної кислоти, орто-сульфобензимід — безбарвні кристали солодкого смаку, малорозчинні у воді. Продаваний «сахарин» являє собою кристалогідрат натрієвої солі, яка в 300—500 разів солодша від цукру. Сахарин не засвоюється організмом (виводиться з сечею).

## Історія
Сахарин був випадково відкритий в 1879 році при дослідженні окиснення 2-толуолсульфонаміду, яке проводив К. Фальберг в лабораторії проф. А. Ремсі в університеті Джона Гопкінса. Фальберг вивчав властивості вугільної смоли і просто забув помити руки. А за вечерю зауважив, що все, до чого торкається, стає солодким. Кинувши їжу, Фальберг помчав до лабораторії — і з'ясував, що джерелом солодкого смаку є ортосульфобензимід, якому на правах першовідкривача вигадав простішу назву сахарин. У 1884 Фальберг запатентував спосіб отримання сахарину і почав його промислове виробництво в Німеччині. Невдовзі його почали виробляти і в Сполучених Штатах[джерело?].
Світом покотилася справжня мода на сахарин. Винаходу Фальберга приписували найнеймовірніші властивості, а лікарі навіть виписували сахарин як ліки. Популярність конкурента відверто дратувала цукрозаводчиків. Вони профінансували дослідження, які повинні були довести шкоду сахарину для здоров'я людини. А відтак почали вимагати заборони «небезпечного продукту». Але у торговців сахарином з'явився впливовий союзник — президент США Теодор Рузвельт. Цукрозаводчики сподівалися взяти реванш після поразки Рузвельта на виборах. Але почалася Перша світова війна. Воюючим державам довелося заощаджувати на всьому, в тому числі і на цукрі. Доступний і дешевий сахарин залишили в спокої.

## Фізичні властивості та отримання
Сахарин виглядає як безбарвні кристали солодкого смаку, погано розчинювані у воді (1:250) і спирті (1:40). Температура плавлення кристалів — 228–229 °C.
Сахарин може бути отриманий різними способами. Спочатку Ремсен і Фальдберг отримали його з толуолу шляхом сульфування хлорсульфоновою кислотою. Отриманий при цьому хлорангідрид перетворювали на амід, який окисляли перманганатом калію. Даний метод був неефективним.
Лише в 1950 році в компанії Maumee Chemical Company (Толедо, Огайо) був розроблений метод, що дозволяє виробляти сахарин в промислових масштабах. Цей метод ґрунтується на реакції антранілової кислоти з азотистою кислотою, діоксидом сірки, хлором і аміаком. Інший метод, розроблений в 1967 році, ґрунтується на реакції бензилхлориду.

## Застосування
Сахарин застосовують замість цукру при захворюванні на діабет, а також як сурогат цукру.
У харчовій промисловості сахарин зареєстрований як харчова добавка E954, як підсолоджувач. Як і інші підсолоджувачі, сахарин не має поживних властивостей і є типовим ксенобіотиком.
У даний час харчове використання сахарину сильно скорочено, хоча випускаються підсолоджувачі на сахарин[прояснити] (Сукразит), а в напоях і деяких інших продуктах використовують суміші підсолоджувачів, оскільки будучи використаним сам по собі, він дає не дуже приємний металевий присмак.
Також похідні іміду 2-сульфобензойной кислоти використовуються як фунгіциди, гербіциди та антибактеріальні препарати. Імід 2-сульфобензойної кислоти, а також його кальцієві і цинкові солі входять до складу композицій, що використовуються для виготовлення тонерів лазерних принтерів і копіювальних апаратів. Відзначається, що невеликі добавки іміду 2-сульфобензойної кислоти можуть впливати на протікання вулканізації гум за допомогою пероксидів.
Продукт взаємодії тетрагідрохіноліну й іміду 2-сульфобензойної кислоти знаходить застосування у складі композицій на основі метакрилатів, що використовуються як клеї для металів.

## Біологічна роль

### Канцерогенність сахарину
У 1960-х роках з'являлися повідомлення про те, що сахарин нібито є канцерогеном. Дослідження, проведені в 1977 році, показали збільшення показника захворюваності на рак сечового міхура серед лабораторних щурів, яких годували великими дозами сахарину. У тому ж році американська FDA запропонувала заборонити використання сахарину в харчовій промисловості, як це зробили Канада і СРСР. Однак Конгрес США замість заборони наклав вимогу, щоб всі продукти, що містять сахарин, містили на упаковці попередження про можливість захворювання раком.
Однак пізніше ці припущення були спростовані — лабораторні тварини дійсно хворіли на рак, але тільки в тому випадку, якщо їх годували сахарином в кількостях, порівнянних з їхньою власною вагою. Також були озвучені думки, що дослідження 1977 проводилися без пропрацьованої методики і без оглядки на фізіологію людського організму.
У 1991 році FDA відкликала свою пропозицію щодо заборони сахарину, і в 2000 році Конгрес скасував закон про зазначення можливої шкоди, що завдається здоров'ю, на упаковках.
Нині сахарин схвалений Об'єднаною експертною комісією з харчових добавок (JECFA) Всесвітньої організації охорони здоров'я та Науковим комітетом з харчових продуктів Європейського союзу, дозволений більш ніж в 90 країнах (в тому числі і в Україні). Рекомендована JECFA допустима денна доза в кількості 5 мг на 1 кг маси тіла людини. Вважається, що при дотриманні цієї дози небезпеки для здоров'я продукт не становить.

### Бактерицидна дія
Сахарин послаблює роботу травних ферментів і виявляє бактерицидні властивості, які перевершують по силі дії фенол і саліцилову кислоту, взяті в тих же дозах.